# Jordanoleiopus multinigromaculatus
Jordanoleiopus multinigromaculatus là một loài bọ cánh cứng trong họ Cerambycidae.